# Philippa van Loon
Philippa Catherine van Loon (Chicago, 25 november 1964) is een Nederlands kunstenaar. 
Ze was laatste telg uit het geslacht van Loon. Ze is dochter en enig kind van hoogleraar Maurits van Loon (destijds werkend op faculteit archeologie van de Universiteit van Chicago) en diens eerste vrouw Ghislaine Jeanne Marie de Vallois, een Française die er als au-pair werkte.  Haar moeder dacht dat ze menopauzeklachten had maar bleek zwanger te zijn. Desalniettemin bleef ze teleurgesteld dat ze haar man niet meer kinderen had geschonken.
Ze kwam in 1971 in Amsterdam wonen in de familiewoning aan de Keizersgracht (Amsterdam) 672 waarin tevens Museum Van Loon, waar haar moeder een kunstgalerie uitbaatte. Ze woonde daarbij afwijkend ten opzichte van haar vriendinnen, zowel fysiek als qua etiquette (goed opgevoed; men zat speciaal gekleed aan tafel). Studie vond echter weer plaats in het buitenland, zonder daadwerkelijke stimulans van het ouders: Beeldhouwkunst aan de Chelsea College of Arts (1982-1989). In die tijd  maakte ze kennis met (het werk van) de Young British Artists als Damien Hirst en Tracey Emin. Ze begon er kunst te verzamelen en te maken, vaak over zichzelf, zoals het werk Cage (een ijzeren kooi om haar naakte lichaam) en Flight (weergave van een metamorfose van vogel in ei via rui naar mens). De “thuissituatie” aldaar stond haaks op haar opvoedingstijd, relatieve armoe in een huis in Kensington waar ze jan-en-alleman ontmoette tegenover de relatieve luxe zonder vrienden in Amsterdam. Rond 1987 wilde ze nog een studie beginnen aan de California Institute of the Arts, maar ze maakte onzekere tijden door doordat haar moeder plots overleed; ze werd wel enige tijd acteur en reist met een clownsact met Amerikaans circus. 
In 1989 werd ze bestuurslid van genoemd museum. Na zeven jaar organiseerde ze twintig jaar tentoonstellingen in het museum, veelal op het gebied van moderne kunst. In de periode 1998-2019 was ze de voorzitter van de Raad van Bestuur van Museum Van Loon, deels wonende te Saint-Rémy-de-Provence. in Frankrijk. Ze organiseerde in die functie in 1998 de sterk afwijkende tentoonstelling Home is where the (he)art is; samen met Diana Stigter en Martin Creed. In 2013 was er de tentoonstelling Suspended histories, donkere kunstenaars konden daarbij hun eigen verhaal kwijt.
In 2021 publiceerde ze: Until it ends (tekeningen uit het coronatijdperk.  
Als kunstenaar en vrouw kreeg ze te maken met de familiegeschiedenis, vermeende rijkdom met indirect slavernijverleden, oorlogstrauma's van vaders kant, vermeende bevoorrechte positie, maar ook de positie van vrouw binnen de familie. Vader zag zijn dochter en enig nazaat toch trouwen, waarbij in zijn ogen de familiegeschiedenis verbroken werd; ze zou opgaan in de familie van haar man. Door te trouwen verloor zo ook al haar titel van jonkvrouw. Philippa stelde in Het Parool van 2023, dat haar vader zo in een andere wereld dan de hare leefde, dat hij haar nooit echt begrepen heeft.
Philippa van Loon is getrouwd en heeft drie kinderen.